# Spinelizi
Spinelizii sunt săruri corespunzătoare anionilor derivați de la elementele coloanei a III-a din sistemul periodic - borați, aluminați etc.